# Ahuriri River
Der Ahuriri River ist ein Fluss im Waitaki District der Region Canterbury auf der Südinsel von Neuseeland.

## Geographie

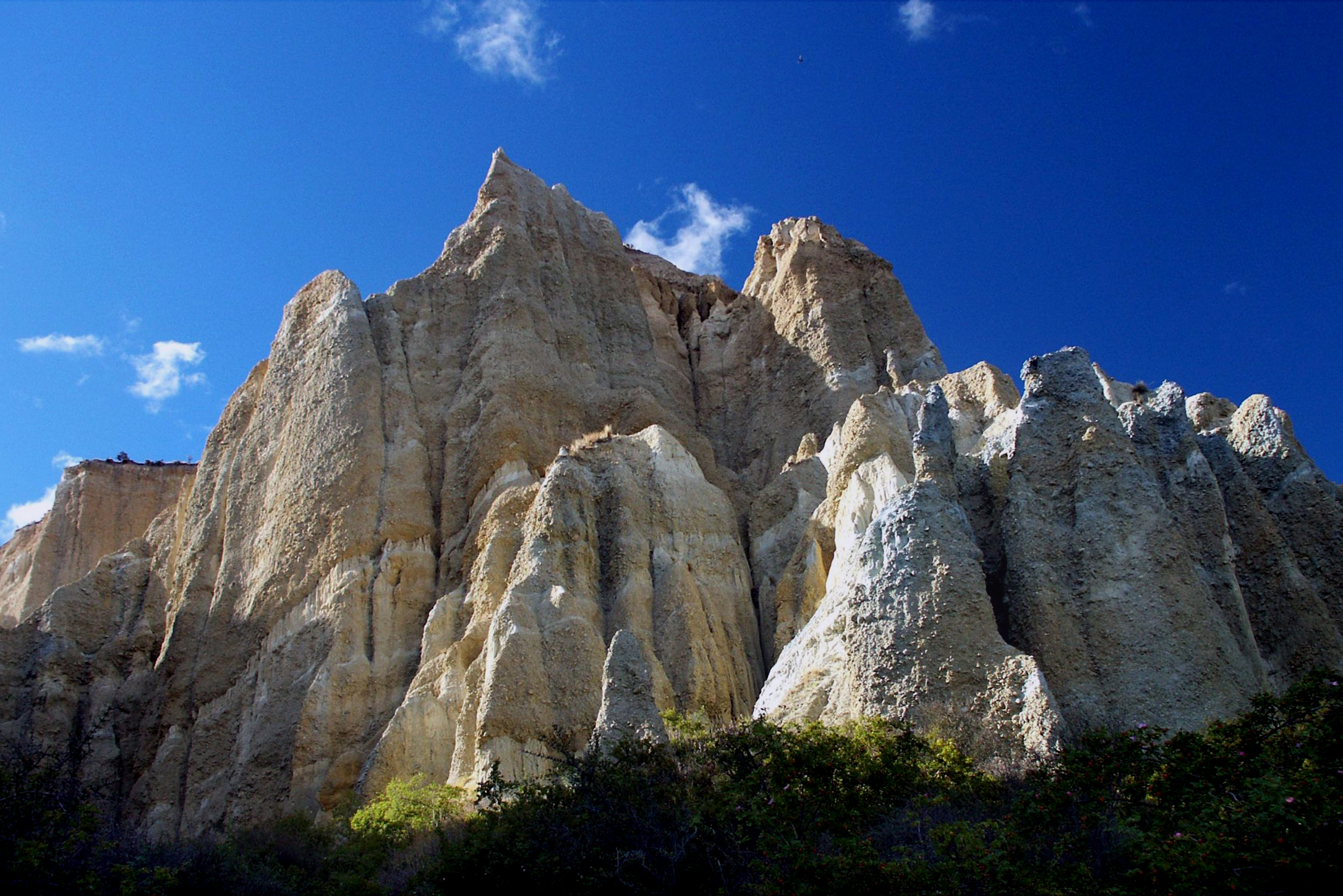
Clay Cliffs

Der Ahuriri River entspringt rund 590 m südsüdwestlich des Notch Pass und rund 2,1 km ostsüdöstlich des 2505 m hohen Mount Huxley, der mit seinen beidseitigen Nebengipfeln den Abschluss eines Tales bildet, dass westlich von der bis zu 2303 m hohen Huxley Range und östlich von der bis zu 2237 m hohen Barrier Range eingerahmt wird. Von seinem Quellgebiet aus folgt der Fluss dem langgezogenen Tal in südliche Richtung und schwenkt zum Ende des Tals in südöstliche Richtung, um dann beim Zusammentreffen mit dem New Zealand State Highway 8 ihm kurze Zeit in einer breiten Ebene mit mehreren parallel verlaufenden Flussarmen in östliche Richtung zu folgen. Ca. 16 km westlich des Dorfes Omarama liegen am Fluss die Clay Cliffs, eine geologisch seltene Formation von mehreren Metern hohen Felsnadeln.
Von dem Ort aus folgt der Fluss der Ebene in einem Rechtsbogen nach Süden und mündet schließlich im westlichen Zweig des Lake Benmore, einem Stausee, der zur Stromerzeugung angelegt wurde.
Neben zahlreichen Zuflüssen, die mit dem Namenszusatz Creek, Stream und Burn versehen wurden, trägt rund 9 km vor dem Eintritt in die Ebene, der Ahuriri River East Branch seine Wässer dem Ahuriri River zu.

## Ahuriri Conservation Park
Der obere Lauf des Flusses ist mit gut 30 km Teil des Ahuriri Conservation Park.